# بيرسي ليو فولر
بيرسي ليو فولر (بالإنجليزية: Percy Leo Fowler)‏ هو كاتب نيوزلندي، ولد في 14 ديسمبر 1902، وتوفي في 3 نوفمبر 1976.